# Foxemys
La foxemide (gen. Foxemys) è una tartaruga estinta, vissuta nel Cretaceo superiore (85 - 72 milioni di anni fa). I suoi resti fossili sono stati ritrovati in Europa (Francia e Ungheria).

## Descrizione
Questo animale è noto principalmente per i fossili di cranio e carapace, che permettono di ricostruire l'aspetto dell'animale. Lungo oltre mezzo metro, il carapace di Foxemys era di forma ovale e piuttosto alto, ed era molto simile a quello di un'altra tartaruga del Cretaceo europeo, Polysternon. Anche il cranio era quasi identico: in entrambe le forme era a cuneo, con una superficie triturante espansa posteriormente. Il cranio di Foxemys, tuttavia, possedeva condili mandibolari allineati trasversalmente, mentre quello di Polysternon li possedeva in posizione più avanzata. 

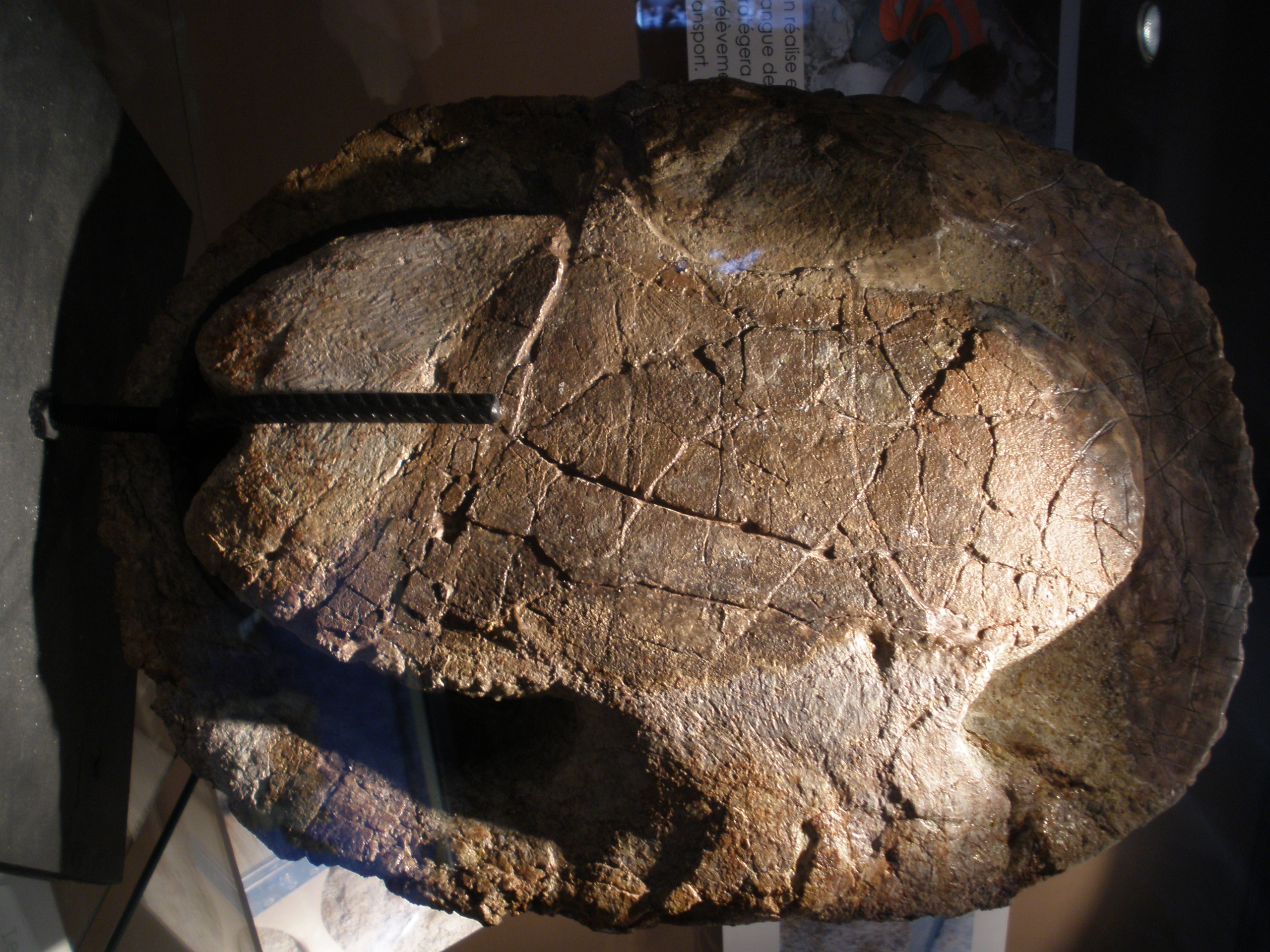
Carapace di Foxemys mechinorum

## Classificazione
Foxemys, descritto per la prima volta nel 1998 sulla base di resti fossili ritrovati nella Francia meridionale (Fox Amphoux), è considerato un rappresentante dei botremididi, tartarughe d'acqua dolce onnivore tipiche del Cretaceo. La specie francese, del Campaniano, è Foxemys mechinorum. Un'altra specie più antica, del Santoniano, è stata descritta nel 2012 e proviene dall'Ungheria (F. trabanti). Analisi filogenetiche effettuate sugli esemplari francesi nel 1998 indicano che Foxemys potrebbe essere strettamente imparentata con altri botremididi come Bothremys, Taphrosphys e Rosasia.